# أداد صقلي
أداد صقلي (الاسم العلمي: Carlina sicula) نوع نباتي ينتمي إلى جنس الأداد من الفصيلة النجمية.